# Delage Type D.6.80 B
Der Delage Type D.6.80 B war ein Pkw-Modell der französischen Marke Delage. Es gibt auch die Schreibweise Delage Type D6.80 B. Die Bedeutung der 80 ist unklar. Für ähnlich benannte Modelle siehe Delage Type D.6.

## Beschreibung
Am 14. März 1936 erhielt das Fahrzeug mit der Nummer 50.743 seine Genehmigung durch die nationale Zulassungsbehörde. Delage bot das Modell von 1936 bis 1937 an. Vorgänger waren Delage Type D.8.85 und Delage Type D.8.105. Es gab keinen Nachfolger.
Ein Sechszylindermotor trieb die Fahrzeuge an. Die kleinere Ausführung hatte 80 mm Bohrung, 107 mm Hub, 3227 cm³ Hubraum, 18 Cheval fiscal als steuerliche Einstufung und 90 PS Leistung. Die größere Ausführung hatte aufgrund einer etwas größeren Bohrung von 84 mm 3558 cm³ Hubraum und 20 CV, aber trotzdem die gleiche Leistung.
Das Fahrgestell hatte 1490 mm Spurweite und wahlweise 3350 mm oder 3630 mm Radstand. 
Zwei- und viertürige Limousinen, Pullman-Limousine und Cabriolet sind bekannt.

## Stückzahlen und überlebende Fahrzeuge
Peter Jacobs vom Delage Register of Great Britain erstellte im Oktober 2006 eine Übersicht über Produktionszahlen und die Anzahl von Fahrzeugen, die noch existieren. Seine Angaben zu den Bauzeiten weichen in einigen Fällen von den Angaben der Buchautoren ab. Stückzahlen zu den Modellen nach der Übernahme durch Automobiles Delahaye sind unbekannt. Für dieses Modell bestätigt er die Bauzeit von 1936 bis 1937. Es ist nicht bekannt, ob noch ein Fahrzeug existiert.